# Wysoka (Rzędkowice)
Wysoka – skała na Wyżynie Częstochowskiej w miejscowości Rzędkowice w województwie śląskim, w powiecie zawierciańskim, w gminie Włodowice. Znajduje się w północno-zachodniej części pasma Skał Rzędkowickich. Zbudowana jest z wapieni i ma postać wysokiej na 15 m kolumny, widocznej z drogi biegnącej przez Rzędkowice. W odległości 120 m na północ od Wysokiej, przy drodze (ul. Jurajska) na północnym skraju zabudowy Rzędkowic, znajduje się parking. U podnóży północnej ściany Wysokiej znajduje się polowy ołtarz, krzyż i figura Matki Boskiej.
Skała znajduje się na terenie otwartym. Jest drugą z kolei w paśmie Skał Rzędkowickich (pierwsza to Kamień pod Wysoką).

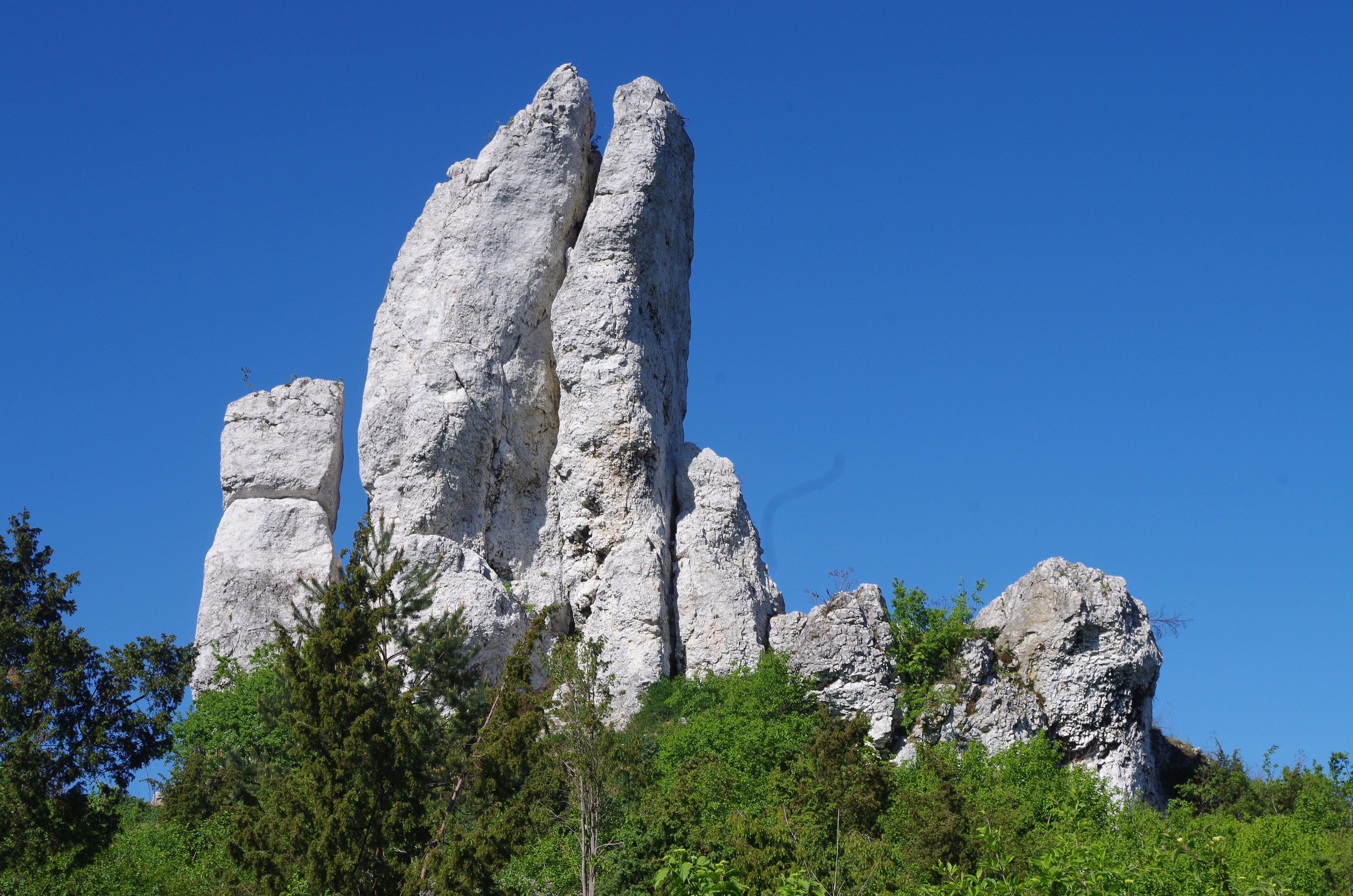
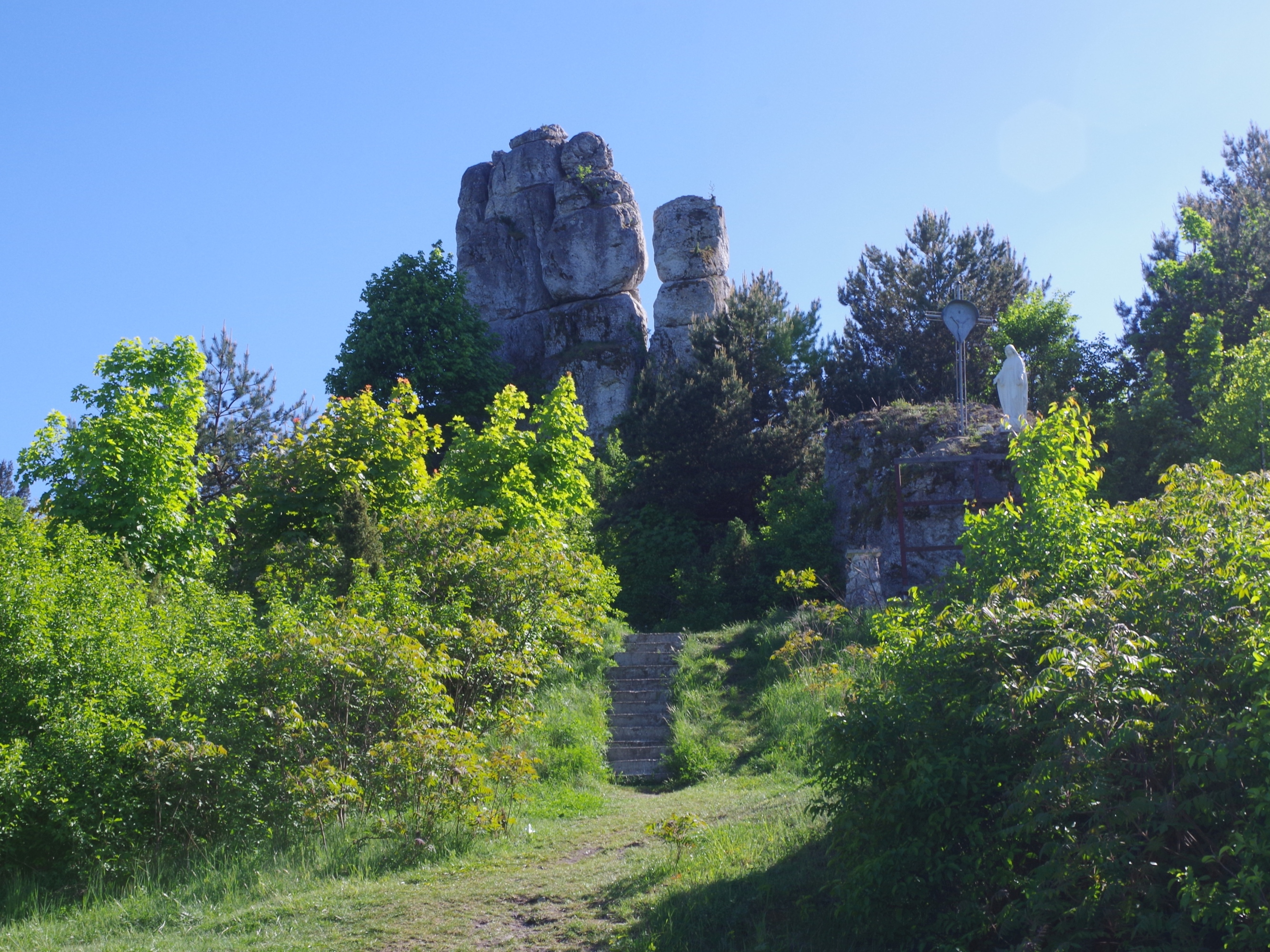
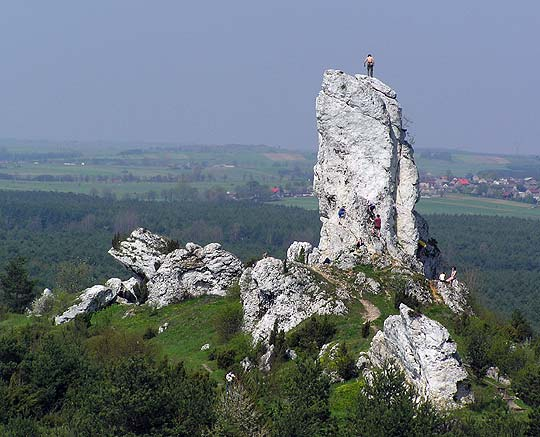
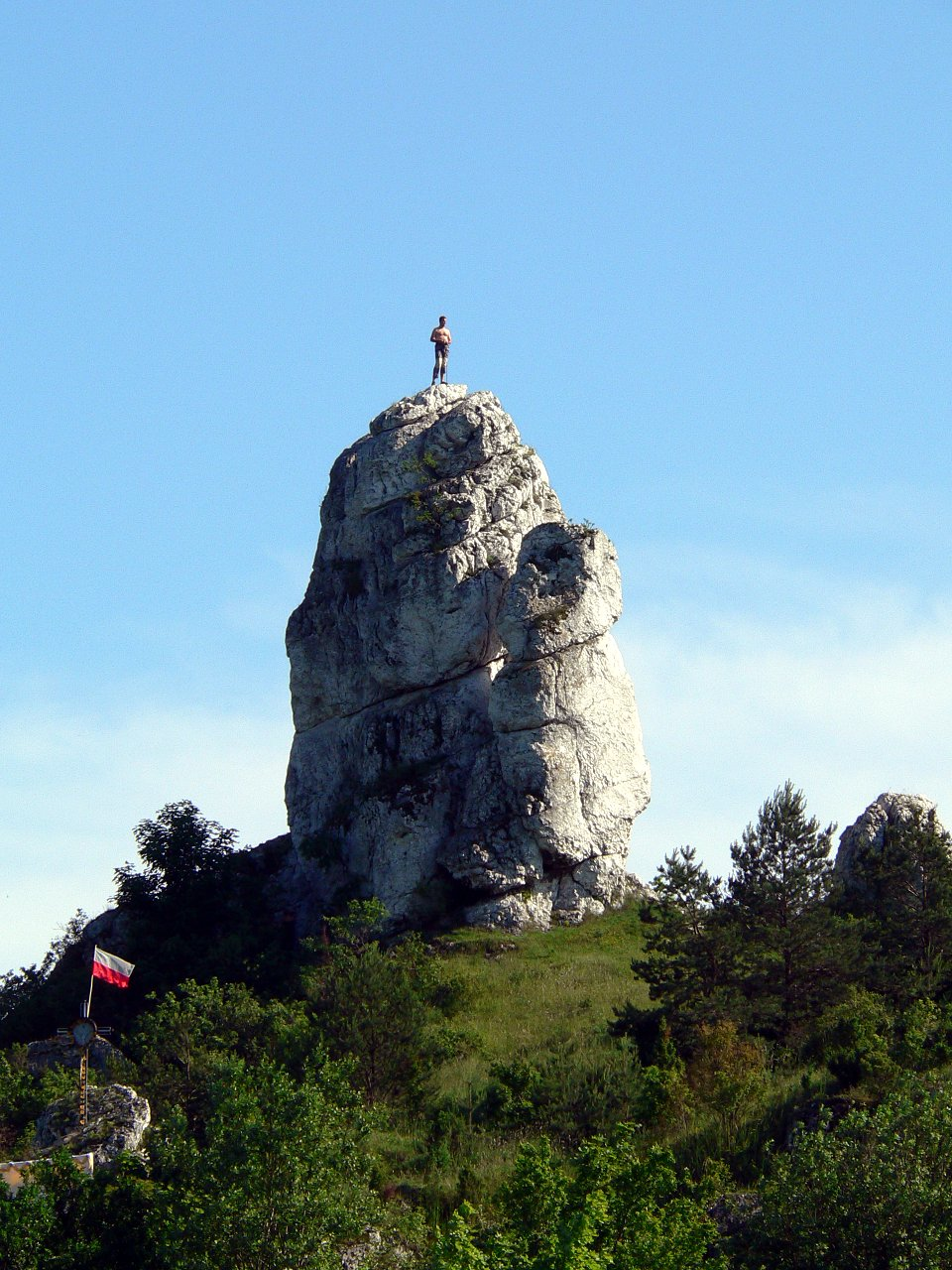

## Wspinaczka skalna
Wysoka ma pionowe ściany i wysokość 12–15 m. Występują w niej takie formacje skalne jak: filar, komin, zacięcie. Wszystkie jej ściany są obiektem wspinaczki skalnej. Wspinacze poprowadzili na nich 18 dróg wspinaczkowych o trudności od III do VI.2 w skali Kurtyki. Zamontowano stanowiska zjazdowe (st), a dla niektórych dróg stałe punkty asekuracyjne w postaci ringów (r). Długość dróg wspinaczkowych do 15 m.

Wysoka I
1. Bartosz Jabłoński harcmistrz; 4r + st, VI.3+, 10 m
2. Ramzes; 4r + st, VI.1/1+,10 m
3. Przez paznokieć; st, V+
4. Przez Palec; st, III, 15 m
5. Dupa niemowlaka; 4r + st, VI.2, 15 m
6. Zacięcie Fligla; st, VI+, 13 m
7. Bez nazwy; st, V+, 15 m
8. Bez nazwy; st, V, 15 m

Wysoka II
1. Bez nazwy; st, V, 15 m
2. Klamki niespodzianki; st, VI, 15 m
3. Filar mocno bezalkoholowy; 4r + st, VI+, 15 m

Wysoka III
1. Kamikadze Boski Wiatr; 3r + st, VI.5

Wysoka IV
1. Kant Wysokiej; 6r + st, VI.1, 15 m
2. Droga Dziędzielewicza; V, 15 m
3. Jarek nie może; 7r + st, VI+, 15 m
4. Bez nazwy; st, V+, 15 m
5. Bez nazwy; V, 15 m

Wysoka V
1. Na pieska; V+, 20 m[2].